# Chlorokokowce
Chlorokokowce (Chlorococcales) – rząd zielenic (dawniej bywał łączony z pierwotkowcami).
Jednokomórkowe lub kolonijne (tworzące cenobia). Komórki wegetatywne nie posiadają wici, ale mogą posiadać szczecinki. Rozmnażanie bezpłciowe za pomocą spor tworzących się wewnątrz komórki macierzystej (autospory: zoospory z dwiema równymi wiciami lub bez wici, lub nieruchome aplanospory). Rozmnażanie płciowe stwierdzono tylko u niektórych - izogamia lub oogamia. Komórki jednojądrowe. Chloroplasty najczęściej pojedyncze (czasem podzielone), przyścienne lub rzadziej centralne.
Głównie w fitoplanktonie, często stanowią dominującą grupę. Raczej typowe dla zbiorników eutroficznych.

## Systematyka
Systematyka chlorokokowców, podobnie, jak wszystkich glonów podlega sporom i przebudowie (w tym utożsamianie z pierwotkowcami).
Według jednego z systemów dzielą się na następujące rodziny:
- Botryococcaceae Wille 1909
- Characiaceae (Nägeli) Wille in Warming 1884
- Chlorellaceae Brunthaler 1915 (np. Ankistrodesmus, Chlorella)
- Chlorochytriaceae
- Chlorococcaceae Blackman et Tansley 1902
- Coelastraceae Wille 1909 (np. Coelastrum)
- Dicranochaeraceae
- Golenkiniaceae (Korš.) Komárek 1979
- Hydrodictyaceae Cohn 1880 (np. płócznia Hydrodyction, gwiazdoszek Pediastrum)
- Micractiniaceae (Brunthaler) G.M. Smith 1950
- Oocystaceae Bohlin 1901 (np. Glaucocystis, Oocystis)
- Palmellaceae Lemmermann 1915
- Radiocccaceae Fott ex Komárek 1979
- Scenedesmaceae Oltmanns 1904 (np. Scenedesmus)
- Treubariaceae (Korš.) Fott 1960